# Watertown (New York)
Watertown è una città e capoluogo della contea di Jefferson, New York, Stati Uniti. Si trova a circa 40 km a sud delle Thousand Islands, lungo il Black River, a circa 8 km a est di dove sfocia nel lago Ontario. La città confina con il comune di Watertown a sud, est e ovest ed è servita dall'aeroporto internazionale di Watertown ed è sede del Watertown Daily Times. Nel centro cittadino di Watertown si trova il Public Square Historic District, costruito nel 1805 e inserito nel National Register of Historic Places (NRHP) nel 1984. Watertown si trova a 21 chilometri a sud-ovest della base dell'esercito americano di Fort Drum; è la destinazione dei servizi e degli acquisti per il personale e le loro famiglie. Secondo il censimento del 2020, la città aveva una popolazione di 24 685 abitanti.

## Storia
L'area è stata ispezionata per la prima volta nel 1796 e colonizzata nel marzo 1800 a causa dell'abbondante energia idroelettrica fornita dal Black River. La città fu designata come capoluogo della contea di Jefferson quando fu distaccata dalla contea di Oneida nel 1805. Watertown fu incorporata come villaggio nel 1816 e prese lo status di city nel 1869. A quel punto, era in piena espansione come centro industriale per l'Upstate New York. Durante la metà degli anni 1960, Chicago attirò molti dei residenti più giovani dell'area insieme alle loro attività, portando alla demolizione di molti edifici storici e ad un costante calo demografico. Nel 2000, la città aveva perso oltre 7 000 residenti.
Ai giorni d'oggi, la città funge da centro commerciale e finanziario di una vasta area rurale. Poiché la città si trova a solo 48 km dal confine canadese, attraverso il Thousand Islands Bridge, è frequentata da canadesi che vengono a fare shopping qui, ricoprendo un ruolo importante nell'economia locale. Inoltre, la città è meta per turisti e residenti che vengono a fare le vacanze in estate. La cittadina di Watertown, nel Dakota del Sud, prende questo nome in onore della città.

## Geografia fisica
Secondo l'Ufficio del censimento degli Stati Uniti, ha una superficie totale di 9,36 mi² (24,24 km²).

## Società

### Evoluzione demografica
Secondo il censimento del 2020, la popolazione era di 12 350 abitanti.